# Fabricio Alvarado
Gerardo Fabricio Alvarado Muñoz (San José, 30 de maio de 1974) é um jornalista e político conservador costarriquenho. Ele é líder do Partido Nova República, estando exercendo mandato como deputado na Assembleia Legislativa da Costa Rica desde 2022. Foi candidato a presidência nas eleições gerais de 2018, sendo derrotado pelo seu rival Carlos Alvarado Quesada, e novamente em 2022 ficando em terceiro lugar.

## Biografia
Gerardo Fabricio Alvarado Muñoz nasceu em 30 de maio de 1974 em San José, capital da Costa Rica. Como muitos evangélicos costarriquenhos, Fabrício veio de uma família católica e se converteu ao protestantismo aos 18 anos de idade. Fabricio estudou jornalismo na Universidade da Costa Rica, mas nunca chegou a terminar o curso.

## Carreira política

### Deputado
Fabricio foi eleito deputado em 2014, sendo por muito tempo o único representante de seu partido na assembleia legislativa costarriquenha. Lá demonstrou fortemente suas opiniões políticas contra o aborto, o casamento entre pessoas do mesmo sexo, a legalização da maconha e políticas favoráveis a identidade de gênero, chamada por ele de "Ideologia de gênero".

### Candidatura a presidência
Em 2017 ,o partido restauração nacional lançou oficialmente sua candidatura a presidência. Nas primeiras pesquisas presidenciais, ele estava com pequenas chances de votos, porém após uma decisão da Corte interamericana de direitos humanos em favor do casamento gay, Alvarado cresceu meteoricamente nas pesquisas superando o até então favorito, Antonio Alvarez Quesanti, graças ao seu discurso fortemente contra o casamento gay. Ele então acabou indo para o segundo turno das eleições, conquistando mais de 24% dos votos e fazendo com que seu partido obtivesse 14 das 57 cadeiras da assembleia legislativa tornando-se o segundo maior partido do país.